# Козачки (заповідне урочище)
Козачки́ — лісове заповідне урочище в Україні. Розташоване в межах Хмельницького району Хмельницької області, на південний захід від села Козачки.
Площа 28 га. Статус присвоєно згідно з рішенням облвиконкому від 4.09.1982 року № 278. Перебуває у віданні: ДП «Летичівський лісгосп» (Козачківське л-во, кв. 36, вид. 15, 18).
Статус присвоєно для збереження частини лісового масиву з цінними насадженнями дуба.